# Nagy Miklós (tanár)
Nagy Miklós (Mezősas, 1893. december 13. – Budapest, 1975. május 13.) matematika-fizika szakos gimnáziumi tanár két évtizedig volt a szeghalmi Péter András Gimnázium első igazgatója, aki végrehajtotta és megvalósította Péter András végakaratát.

## Életrajza
Bihar megyében született Mezősason, 1893. december 13-án. Értelmiségi családból származott, apai ágon falusi tanítók voltak a felmenői, anyai ágon nagyapja mérnök, dédapja pedig nagyváradi ügyvéd.
1903-ban szalontai gimnazista lett. a családjából már többen jártak ebbe a gimnáziumba. A nagyszalontai gimnáziumnak Tatár Balázs volt az igazgatója, így tőle tanulta az iskola, a tanárok és főként a diákok szeretetét. Jeles érettségivel és nyolc esztendő felejthetetlen élményével búcsúzott Szalontától.
1911 őszén beiratkozott Budapesten a Pázmány Péter Tudományegyetem matematika-fizika szakára. Az egyetemi előadások nem nagyon izgatták, de egy igazán nagyszerű előadó volt ott (Eötvös Loránd). 
Harmadéves korát Münchenben töltötte. Ott igazán volt alkalma világhírű  tudósok  előadásainak a hallgatására. Akkor tanított az egyetemen Röntgen, de ő is ugyanolyan jellegű előadásokat tartott mint Pesten Eötvös Loránd.
Lausanne-ba ment azzal a céllal, hogy jól megtanul franciául és egy évig hallgatja az előadásokat a párizsi Sorbonne-on.  Az I. világháború kitörése az ő szép terveit is megakadályozta. Hazajött Svájcból, bevonult katonának és 36 hónapig az első vonalban harcolt. 1918-ban fogságba került és 1919 decemberében szerelt le Csóton.
Még a harctéren ismerkedett meg egy mezőtúri tanárral és így került Mezőtúrra, ahol 1920. szeptembertől tanár lett a gimnáziumban. Itt találkozott a tiszántúli református középiskolák nagy tekintélyű felügyelőjével, dr. Dóczi Imrével. 
Itt kötött házasságot 1923 tavaszán Lányi Pálmával.
1926-ban a szeghalmi református egyház presbitériuma Dóczi felügyelőt kérte döntőbírónak, azzal kapcsolatban, hogy ki legyen a megnyitandó gimnázium igazgatója Szeghalmon. A nagytekintélyű felügyelő Nagy Miklóst ajánlotta igazgatónak. 
A Szeghalmon eltöltött 20 esztendő volt Nagy Miklós életének legtermékenyebb, leggazdagabb és legérdekesebb szakasza. Tulajdonképpen második alapítója: az épületek felépítője, a gimnázium és a mezőgazdasági középiskola kifejlesztője.
Kiadatja Sinka István és Hegyesi János első verseskötetét. Tankönyvszerző és kiváló szónok. Tanévzáró beszédei eseményszámba mentek és a későbbi igazgatók gyakran idézik fel.
Ahogy a korábbi ugyanúgy a II. világháború is közbeszólt az életének alakulásában. 1946 márciusában Debrecenben tankerületi főigazgató, majd Pesten volt államtitkár 1946 májusától. Miután kisgazdapárti programmal került be a minisztériumba, a fordulat éve után a pozícióját sem tudta megtartani.
Ezután nehéz anyagi helyzetben élt, csak a hatvanas években kapta vissza tanári nyugdíját. Tudományos és közéleti érdeklődését élete végéig megőrizte. Tudós tanítványával Fényes Imrével könyvet adott ki „Mikrofizika” címen, 1959-ben.
1975. május 13-án halt meg Budapesten. Szeghalmon temették el Péter András halaspusztai mauzóleumába.

## Emlékezete
Nevét viseli a könyvtár és a közérdekű muzeális gyűjtemény